# Faverges-de-la-Tour
Faverges-de-la-Tour är en kommun i departementet Isère i regionen Auvergne-Rhône-Alpes i sydöstra Frankrike. Kommunen ligger i kantonen La Tour-du-Pin som tillhör arrondissementet La Tour-du-Pin. År 2022 hade Faverges-de-la-Tour 1 482 invånare.

## Befolkningsutveckling
Antalet invånare i kommunen Faverges-de-la-Tour
Referens:INSEE